# Dischidia roseoflavida
Dischidia roseoflavida är en oleanderväxtart som beskrevs av Rudolf Schlechter. Dischidia roseoflavida ingår i släktet Dischidia och familjen oleanderväxter. Inga underarter finns listade i Catalogue of Life.